# Ramasamy Subramaniam
Ramasamy Subramaniam (* 24. Oktober 1939; † 27. Februar 2022 in Kajang) war ein malaysischer Leichtathlet.

## Leben
Ramasamy Subramaniam nahm an den British Empire and Commonwealth Games 1962 sowie 1966 teil. Des Weiteren startete er über 800 und 1500 Meter bei den Olympischen Spielen 1964 in Tokio und 1968 in Mexiko-Stadt. Bei den Asienspiele 1966 in Bangkok gewann er über 800 und 1500 Meter jeweils die Silbermedaille.
Beruflich war Subramaniam als Justizvollzugsbeamter tätig.
Ramasamy Subramaniam starb am 27. Februar 2022 im Alter von 82 Jahren, nachdem er am Morgen wegen Schmerzen in der Brust von seiner Tochter ins Krankenhaus von Kajang gefahren worden war.